# نفس الصحراء
نَفَسْ الصحراء أو تنفس الصحراء هو عمل فني يقع في منطقة الجونة في محافظة البحر الأحمر في مصر وهو عبارة عن دوامات في الصحراء، قام بهذا العمل فريق من الفنانين أنشأوه بين عامي 1995 و1997. تطلّب الأمر تفريغ 8000 متر مكعب من الرمال، إذ يغطي 100.000 متر مربع من الصحراء، ويمثّل العمل الفنّي دوامة هائلة من الأقماع الرمليّة والحُفر المخروطيّة التي تخرج عن نطاق مجموعة مركزية من مسطح مائيّ أشبه ببحيرة صغيرة. فيما يشعر من يراها كلّما اقترب من الوسط، بأنّ الأشكال المخروطيّة الصغيرة، تكبر شيئاً فشيئاً، وبالعكس كلّما ابتعد عن الوسط.